# Barbat na Rabu
Barbat na Rabu est une localité de Croatie située sur l'île de Rab et dans la municipalité de Rab, comitat de Primorje-Gorski Kotar. En 2001, la localité comptait 1 205 habitants.

## Démographie
| 1948  | 1953  | 1961 | 1971 | 1981 | 1991  | 2001  |
| ----- | ----- | ---- | ---- | ---- | ----- | ----- |
| 1 128 | 1 238 | 920  | 952  | 980  | 1 055 | 1 205 |